# 1-я Миусская улица
Пе́рвая Миу́сская у́лица — улица в центре Москвы в Тверском районе между Весковским переулком и Лесной улицей.

## Происхождение названия
Миусские улицы и переулки были проложены в 1890-х годах. Названы по Миусскому полю. Местность Миусы (Миюсы), Миусское поле упоминается в Москве с XVIII века. Высказано предположение, что после взятия Азова в 1696 года Пётр I стал строить на Азовском море, в устье реки Миус, «Миюсскую гавань». А в Москве, на поле между Тверской-Ямской и Новой Дмитровской слободами, мог находиться склад материалов для строительства этой гавани, получивший название Миюсское поле или Миюсский склад.

## Описание
1-я Миусская улица начинается от Весковского переулка и улицы Чаянова, проходит на северо-запад, справа к ней примыкает проезд, соединяющий её с Новослободской улицей, а слева — проезд к Миусской площади, который с начала XX века и до середины 1950-х годов назывался улицей 19-го Февраля (имеется в виду 19 февраля 1861 года — день отмены крепостного права). Далее справа к улице примыкает Весковский тупик, а слева — 2-я Миусская улица. Заканчивается на Лесной улице, за которой переходит в Новолесную.

## Примечательные здания
По нечётной стороне:
- от ул. Чаянова до проезда к Миусской площади — комплекс зданий Российского государственного гуманитарного университета;
- от проезда к Миусской площади до 2-й Миусской улицы — комплекс зданий Российского химико-технологического университета имени Д. И. Менделеева;
- № 3, корпус 3 — вечерняя химическая школа при Российском химико-технологическом университете имени Д. И. Менделеева;
- от 2-й Миусской улицы до Лесной улицы — комплекс зданий бывшего (ликвидирован в 2014) 4-го троллейбусного парка имени Петра  Щепетильникова (до 1957 — Миусского трамвайного депо им. Петра Щепетильникова). В комплекс входят кроме вспомогательных зданий два вагонных сарая на 40 и 220 вагонов соответственно (1909 год). Проект покрытия основного вагонного сарая размером 29 на 70 м выполнял Владимир Григорьевич Шухов.

По чётной стороне:
- № 4 — лицей № 1574, основное подразделение (бывшая средняя школа № 174 с химическим уклоном, основана в 1936 г.).
- № 18 — подразделение № 5 лицея № 1574 (детский сад № 516).
- далее до Лесной улицы жилая застройка.

## См.также
- Миусская площадь
- 2-я Миусская улица